# Đại học Quốc tế Nhật Bản
Trường Đại học Quốc tế Nhật Bản (kanji: 国際大学, rōmaji: kokusai daigaku, tên giao dịch tiếng Anh: International University of Japan, thường gọi tắt là IUJ) là một trường đại học tư thục nằm ở thành phố Minami Uonuma, tỉnh Niigata, Nhật Bản.
Thành lập năm 1982, IUJ là trường đầu tiên và cũng là một trong số ít những trường đại học ở Nhật giảng dạy hoàn toàn bằng tiếng Anh. Các khóa học của trường chuyên về đào tạo thạc sĩ, bao gồm: MBA, Quản trị thương mại điện tử, Phát triển quốc tế, Hòa bình quốc tế học và Quan hệ quốc tế. Chủ tịch hiện tại của trường là Kobayashi Yotaro, Tổng Cố vấn (CCA) của Fuji Xerox và chủ tịch khu vực châu Á Thái Bình Dương của Trilateral Commision.
Điểm nổi bật của IUJ là thành phần học sinh vô cùng đa dạng, đến từ hơn 45 quốc gia với đại diện của đầy đủ 5 châu lục trên toàn thế giới. Hàng năm, trường đều tổ chức 2 sự kiện văn hóa lớn là "Open Day" vào học kỳ mùa thu và "ASEAN Night" vào học kỳ mùa xuân để học sinh của trường có dịp quảng bá văn hóa, đặc biệt là văn hóa ẩm thực, đất nước mình đến người dân địa phương.
Trường IUJ nằm ở khu vực địa lý đặc biệt của Nhật với tên gọi "Xứ Tuyết" (yukiguni), nơi có tuyết rơi rất dày vào mùa đông. Khu vực này cũng là nơi tập trung nhiều suối nước nóng (onsen) và khu trượt tuyết, là địa điểm du lịch phổ biến.
Thị trấn gần trường nhất là Urasa, cách trường khoảng 4 km. Tại đây có ga tàu hỏa Urasa, một trong những điểm dừng của Tàu cao tốc Joetsu (Joetsu Shinkansen). Đi bằng Tàu cao tốc từ Urasa đến thành phố Niigata mất 40 phút, và đến Tokyo là mất 100 phút. IUJ có tuyến xe buýt thường xuyên chạy giữa trường với ga. Ngoài ra còn có một số tuyến xe buýt và tàu hỏa địa phương để đi đến những thị trấn lớn hơn ở lân cận như là Muikamachi hay Koide, nhưng nhìn chung giao thong công cộng là vô cùng hạn chế.